# 彭舒萼
彭舒萼，字棣楼。清朝政治人物。湖南长沙人。进士出身。
道光九年（1829年），登进士，选庶吉士。由翰林院编修授永昌府知府，后改思恩府知府，杀会党首领黄赞镇压民变，调梧州府知府。1851年（咸丰元年），署广东高廉道，解灵山城围。1852年，授湖北汉黄德道。适太平军逼湖南，檄赴韶州设防，因病去世。